# ビリー・オディアンボ
ビリー・オディアンボ（Billy Odhiambo、1993年11月7日 - ）は、ケニアのラグビーユニオン選手。

## プロフィール
- ケニア出身[1]。
- ポジションはフルバック(FB)。
- 身長 184cm、体重 95kg
- 愛称はBilly the Kid。

## 略歴
2016年、リオ五輪の7人制ケニア代表に選ばれた。
そして2021年、東京五輪の7人制ケニア代表に選ばれた。